# Leptocera hammersteini
Leptocera hammersteini är en tvåvingeart som beskrevs av Oswald Duda 1925. Leptocera hammersteini ingår i släktet Leptocera och familjen hoppflugor.
Artens utbredningsområde är Tanzania. Inga underarter finns listade i Catalogue of Life.